# قلهات
قلهات منطقة سكنية تقع في ولاية صور، التابعة لمحافظة جنوب الشرقية في سلطنة عمان. يقدر عدد سكانها بـ 1123 نسمة حسب إحصاء عام 2010 التابع للمركز الوطني للإحصاء والمعلومات الحكومي. رمز المنطقة هو 80140220.

## قلهات تراث عالمي
أدرجت لجنة التراث العالمي التابعة لمنظمة اليونسكو في اجتماع لها في عاصمة مملكة البحرين، المنامة من 24 يونيو/ حزيران إلى 4 يوليو/ تموز 2018، مدينة قلهات التاريخية في قائمة التراث العالمي.

## الوصلات الخارجية
- المركز الوطني للإحصاء والمعلومات، سلطنة عمان